# Ray Fisman
Raymond „Ray“ John Fisman (* 29. Januar 1971) ist ein US-amerikanischer Ökonom und Kolumnist.

## Leben
Fisman studierte Wirtschaftswissenschaften und Mathematik an der McGill University (Bachelor, 1993) und Volkswirtschaftslehre an der Harvard University (Master, 1996; Ph.D., 1998). Von 1998 bis 1999 war er Consultant bei der Weltbank. Danach arbeitete er bei verschiedenen Forschungseinrichtungen und wurde mehrfach durch die National Science Foundation gefördert. Von 2005 bis 2006 war er wissenschaftlicher Assistent an der Harvard University. Seit 2007 ist er Lambert Family Professor of Social Enterprise an der Columbia University in New York. Zudem ist er Research Associate am National Bureau of Economic Research. Er veröffentlichte in Fachzeitschriften wie: The American Economic Review,  Journal of Political Economy und Quarterly Journal of Economics. Außerdem ist er Kolumnist beim Slate-Magazin.

## Publikationen
- 2008: Economic Gangsters: Corruption, Violence and the Poverty of Nations, Princeton University Press
- 2013: The Org, Twelve